# Vought FU
Vought FU là một loại máy bay tiêm kích hai tầng cánh của Hải quân Hoa Kỳ.

## Quốc gia sử dụng
Hoa Kỳ
- Hải quân Hoa Kỳ

## Tính năng kỹ chiến thuật (FU-1)
Dữ liệu lấy từ United States Navy Aircraft since 1911 
Đặc điểm tổng quát
- Kíp lái: 1
- Chiều dài: 28 ft 4½ in (8,65 m)
- Sải cánh: 34 ft 4 in (10,47 m)
- Chiều cao: 10 ft 2 in (3,10 m)
- Diện tích cánh: 270 ft² (25,1 m²)
- Kết cấu dạng cánh: Navy N-9
- Trọng lượng rỗng: 2.074 lb (943 kg)
- Trọng lượng có tải: 2.774 lb (1.260 kg)

 Hiệu suất bay 
- Vận tốc cực đại: 106 knot (122 mph, 196 km/h) trên mực nước biển
- Tầm bay: 357 NM (410 mi, 660 km)
- Trần bay: 26.500 ft (8.080 m)
- Tải trên cánh: 10,3 lb/ft² (50,2 kg/m²)
- Leo lên độ cao 5.000 ft (1.520 m): 5 phút

Trang bị vũ khí

- Súng: 2 x súng máy.30 in